# Cetina
Cetina je řeka v centrální Dalmácii v Chorvatsku (Splitsko-dalmatská župa). Její celková délka činí 105 km, odvodňuje oblast 3700 km², a sestupuje z výšky 385 m (od pramene až k hladině Jaderského moře, do něhož se vlévá).

## Průběh toku
Cetina pramení v severozápadních svazích Dinárského pohoří v malé vesničce nazvané Cetina, která se nachází 7 km severně od Vrliky. Cetina pak dále pokračuje do nižší části krasového pole u Sinje.
Následně se stáčí na východ a posléze opět na západ kolem hory Mosor, poté, ve městě Omiš, vtéká do Jadranu. V místě, kde se stáčí řeka na západ u Zadvarje, protéká řeka hlubokým kaňonem, kde tvoří malebné vodopády. Malebný je i pohled na řeku poblíž Omiše z úbočí pohoří Mosor.

## Využití
Poměrně velký výškový spád na konečné části Cetiny byl využit pro stavbu několika významných vodních elektráren. Její voda je rovněž balena a prodávána pod názvem Cetina. Zde teče jihovýchodním směrem. U obce Gornji Bitelić je přehrazena a nachází se zde umělé Perućské jezero. Nedaleko od vodní elektrárny po proudu se do ní vlévá řeka Rumin, která vyvěrá z krasového masivu Troglav.
Díky malebnosti krajiny, silnému proudu a množství peřejí je její dolní tok, který tvoří několik posledních kilometrů od obce Zadvarje až k ústí do moře hojně využíván vodáky. Obvykle se sjíždí na raftu až po Radmanove mlinice (turisticky a historicky zajímavé místo, občerstvení...), ke kterým se rovněž jezdí na člunech a motorových lodích s plochým dnem od Omiše. V tomto místě (7 km od vlití do moře) Cetina mění charakter, zužuje se a zrychluje tok. Další plavba proti proudu pak není možná. Zájezd na raftu je možné zakoupit v Omiši.[zdroj?]
Dalším využitím je rybolov. Poblíž Omiše, kde je již řeka široká, se nachází na březích množství rybářských postů s budkami, které chrání rybáře proti povětrnosti.

## Fotogalerie

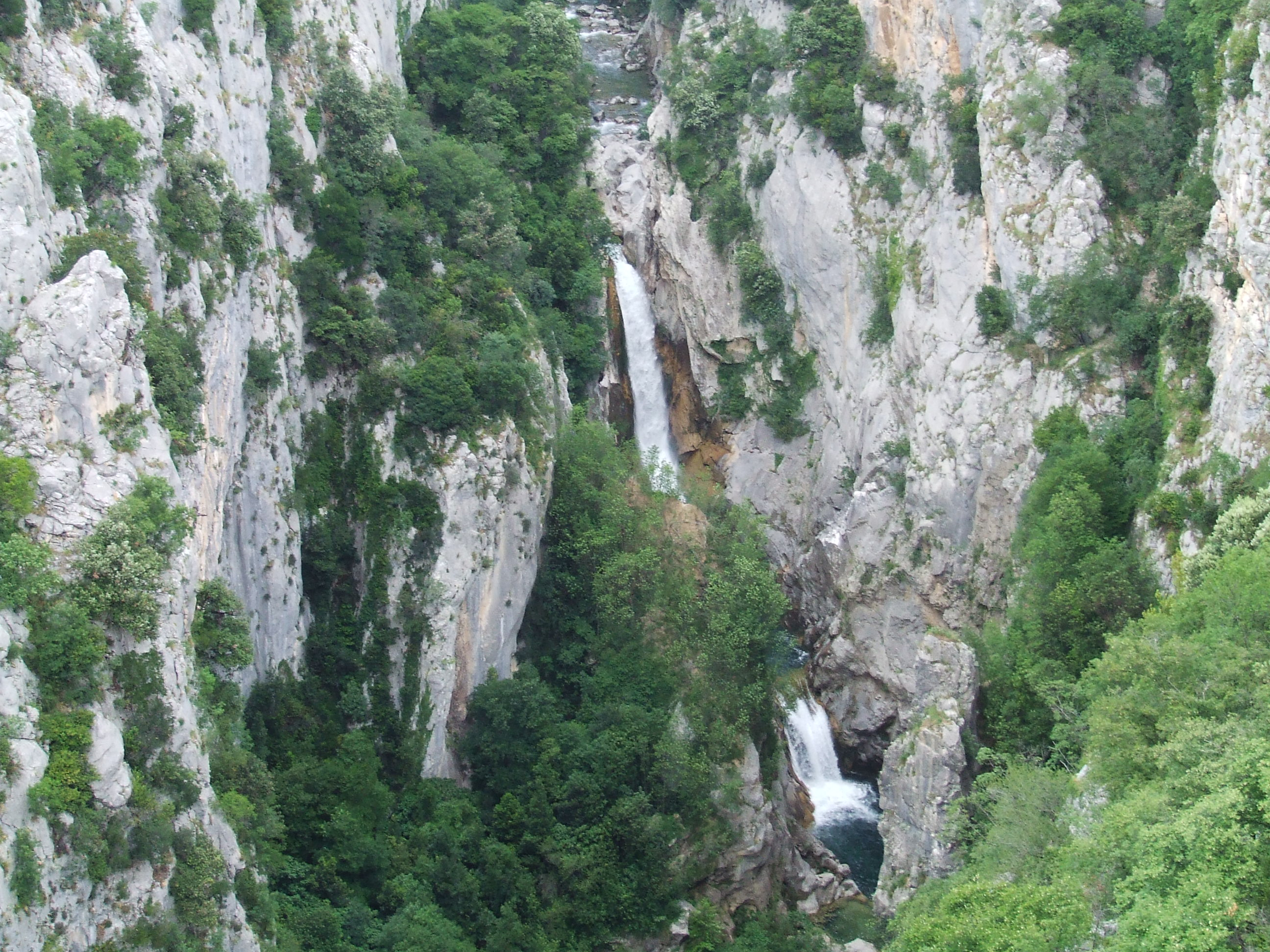
Vodopády u Zadvarje
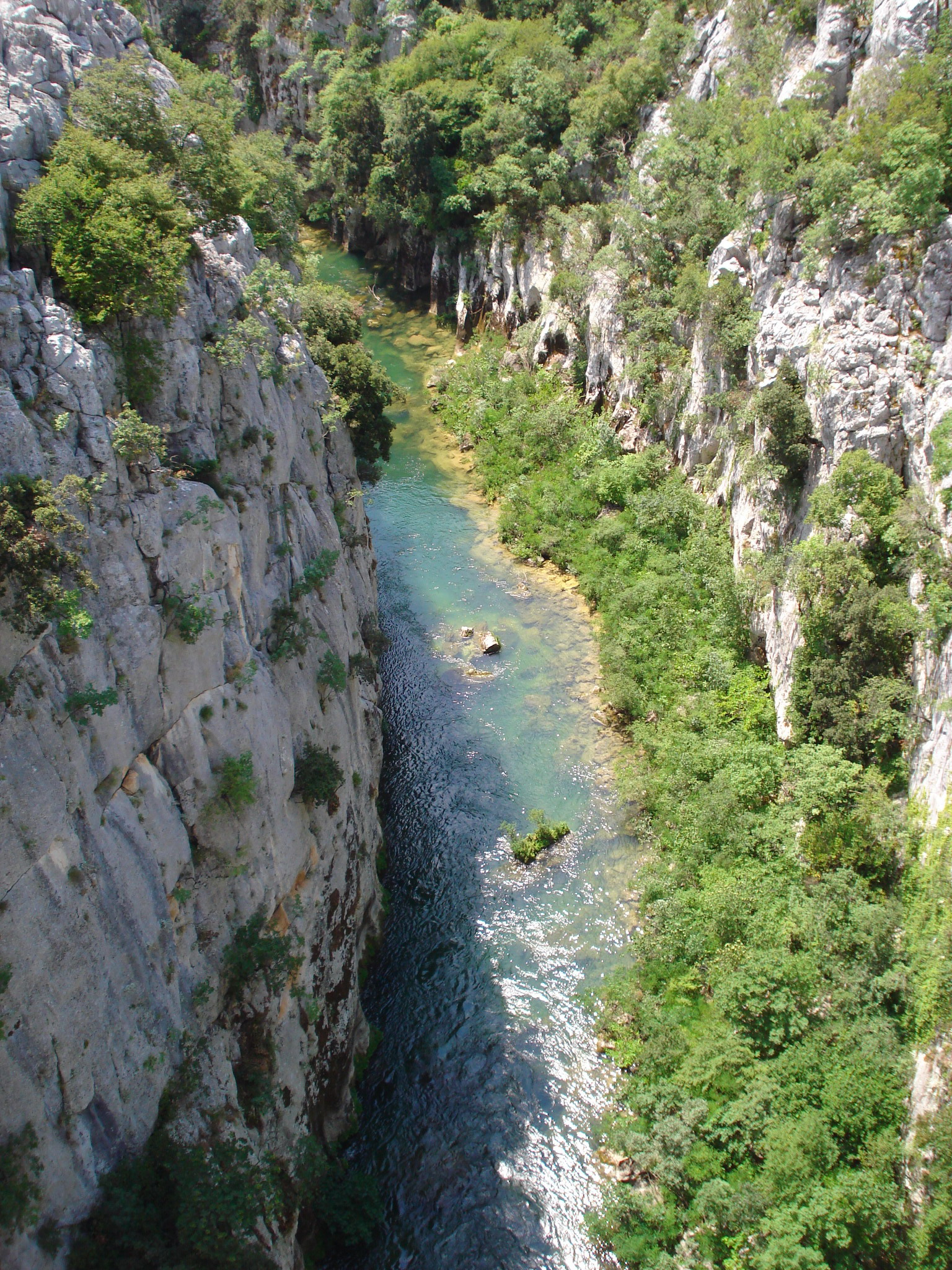
Řeka v kaňonu u Šestanovace
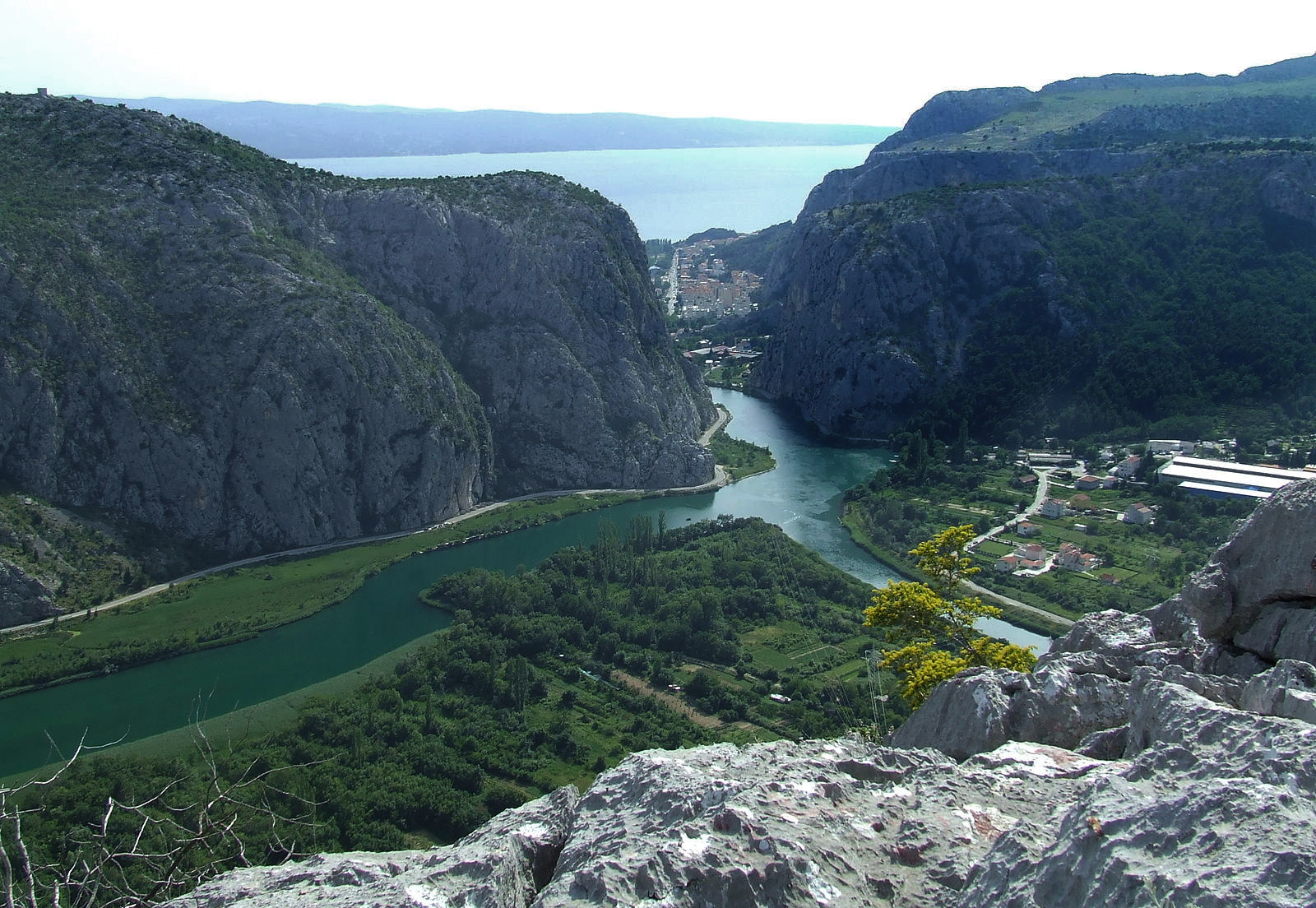
Řeka Cetina u městečka Omiš
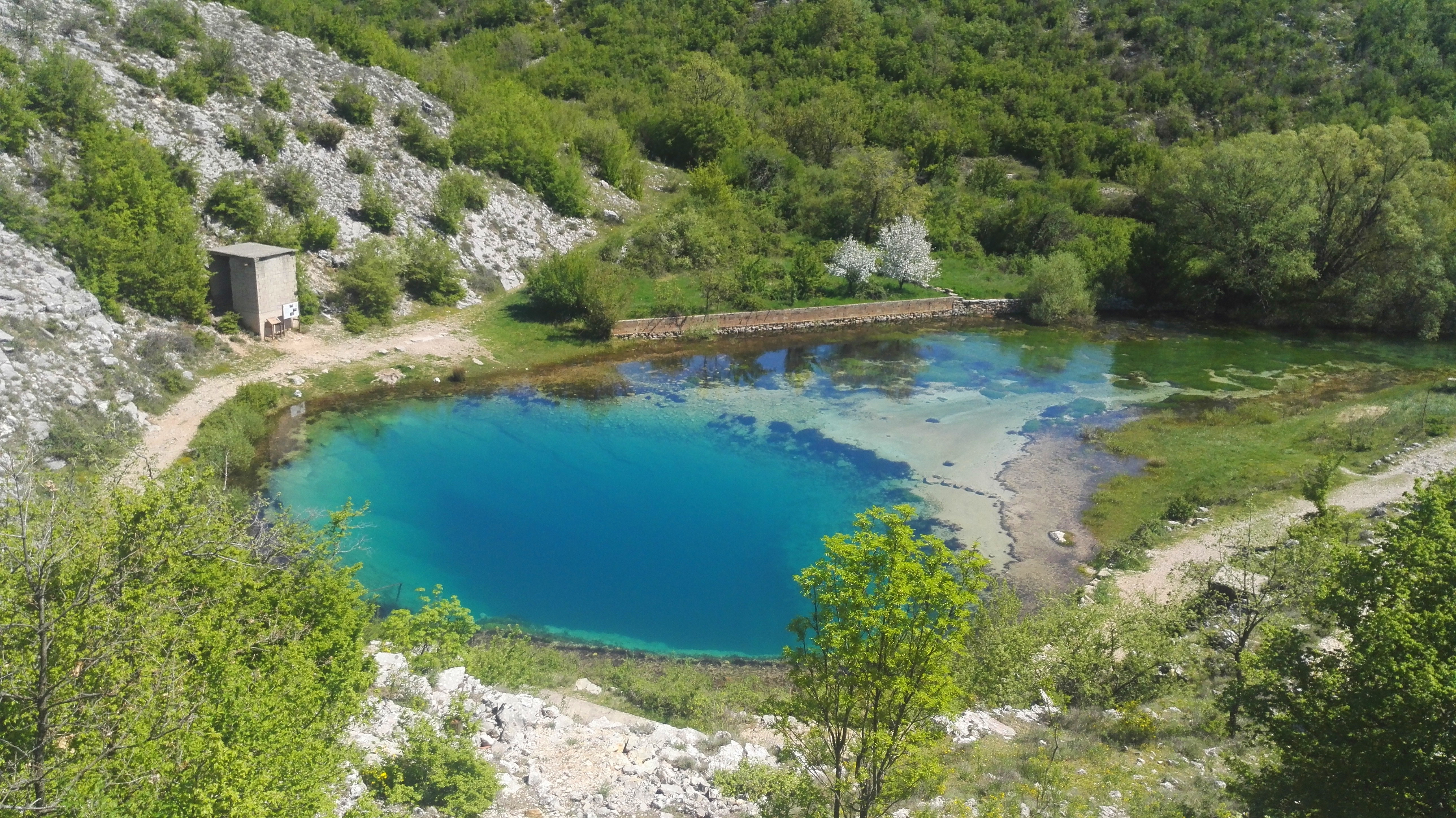
Pramen řeky Cetiny